# 本間京子
本間 京子（ほんま きょうこ、1979年7月26日 - ）は、山形県出身の元バスケットボール選手・指導者である。ニックネームは「ビク」。ポジションはガードフォワード。

## 来歴
天童三中ではテニス部に所属し県大会ベスト4。テニス部引退後は走り幅跳びの選手も兼任。限られた練習環境のもと身体能力のみで走り幅跳びの当時の山形県新記録を樹立した逸話がある。そしてバスケ未経験ながら山形学院高等高等学校からバスケ推薦で入学。山形学院高校から、北原憲彦が指揮を執る第一勧銀に入社。
第一勧銀が廃部になると、アシスタントコーチを務めていた青木拓郎がヘッドコーチ就任した広島銀行に移籍。
だが、2003年に広銀も廃部となったため、青木のアシスタントコーチ就任を受けジャパンエナジーに移籍。1シーズン目でオールジャパン・Wリーグ2冠に貢献。2005-06シーズンは1先発出場を含む13試合に出場するが、プレーオフに進めず、2006-07シーズンは出場機会が減少、プレーオフには進んだものの出場なし。
2007年、青木が指揮を執る日立ハイテクに移籍。一転して出場全試合先発出場を果たすが、WI降格。WIでは先発ゼロもチームを支え、Wリーグ復帰を置き土産に2010年引退。
2012年、共栄大学女子バスケットボール部コーチに就任。

## 経歴
- 山形学院高 - 第一勧銀（1998年〜2000年） - 広島銀行（2000年〜2003年） - ジャパンエナジー/JOMO（2003年〜2007年） - 日立ハイテク（2007年〜2010年）